# Tógó (Aicsi)
Ez a szócikk egy japán városról szól. Ha az afrikai országra vagy kíváncsi, lásd a Togo szócikket, további jelentésekért a Togó (egyértelműsítő lap)-ot.
Tógó (東郷町; Tógócsó) város Aicsi prefektúra Aicsi körzetében, Japánban.
2003-ban, a város népessége 38 631 fő volt, népsűrűsége 2142,60 fő per km². Teljes területe 18,03 km².

## Népesség
| Lakosok száma | 41 851 | 42 858 | 44 065 |
|               | 2010   | 2015   | 2021   |

## Események
- 1906-ban Tógó falu létrejön
- 1970. április 1-jén várossá nyilvánítják